# Szilvás-patak
Szilvás-patak är ett vattendrag i Ungern.   Det ligger i provinsen Heves, i den norra delen av landet, 120 km nordost om huvudstaden Budapest.